# Rafał Wilk (sportowiec)
Rafał Wilk (ur. 9 grudnia 1974 w Łańcucie) – polski żużlowiec, trener sportu żużlowego, sportowiec z niepełnosprawnością i doktor nauk o kulturze fizycznej.
Trzykrotny mistrz paraolimpijski z Londynu (2012) i z Rio (2016) w handbike'u; dwukrotny mistrz świata z Kanady 2013; mistrz świata z Greenvill 2014 USA jazda na czas; dwukrotny mistrz świata z Nottwil Szwajcaria 2015.

## Życiorys

### Kariera sportowa

#### Żużel
Karierę rozpoczął w 1991, licencję uzyskał w barwach drużyny Stali Rzeszów. Klub z tego miasta reprezentował przez sześć lat i właśnie w nim odnosił swoje największe sukcesy. Następnie zmieniał dwukrotnie kluby, w 1997 startował w J.A.G. Speedway Club Łódź, a w kolejnym sezonie przywdziewał plastron gnieźnieńskiego Startu. Po okresie dwóch lat startów poza Rzeszowem, w sezonie 1999 powrócił do macierzystego klubu, który reprezentował przez kolejne dwa sezony. Sezon 2001 to pierwszy sezon Rafała Wilka z „Wilkiem” na plastronie, czyli starty w krośnieńskim klubie. Po roku startów w Krośnie zawodnik postanowił po raz kolejny powrócić do Rzeszowa, gdzie startował przez kolejne trzy lata. W sezonie 2004 po słabszym sezonie w barwach Stali Rzeszów zawodnik postanowił się ponownie przenieść do Krosna, aby z walczyć o utrzymanie beniaminka I ligi.
3 maja 2006 podczas meczu ligowego miał wypadek, po którym stracił władzę w nogach i w konsekwencji zakończył karierę żużlową. W latach 2009–2011 pełnił funkcję trenera klubu KMŻ Lublin jednak po nieudanym początku sezonu 2011 rozwiązał umowę z klubem za porozumieniem stron.

#### Handbike
Po wypadku nie zrezygnował z czynnej kariery sportowej i zaczął uprawiać narciarstwo zjazdowe na nartach jednośladowych mono ski. Ponadto trenuje kolarstwo na rowerze z napędem ręcznym, tzw. handbike. W tej dyscyplinie odnosi sukcesy (1. miejsce w Mistrzostwach Polski, VI w MŚ w jeździe na czas, cztery zwycięstwa w zawodach Pucharu Europy, 2. miejsce w maratonie nowojorskim; 1. miejsce w klasyfikacji generalnej Pucharu Świata 2012, 2013).
W 2012 roku podczas XIV letnich igrzysk paraolimpijskich zdobył dwa złote medale w kolarstwie szosowym w kategorii H3 (tzw. handbike): w jeździe na czas na dystansie 16 kilometrów z czasem 25.24,17 (5 września), oraz w wyścigu ze startu wspólnego na dystansie 64 kilometrów z czasem 1:50:05 (7 września).
Podczas kolarskich Mistrzostw Świata w konkurencjach paraolimpijskich 2013 rozgrywanych w kanadyjskiej miejscowości Baie-Comeau zdobył dwa tytuły Mistrza Świata w jeździe indywidualnej na czas, oraz ze startu wspólnego.
W 2016 roku podczas XV letnich igrzysk paraolimpijskich (był chorążym polskiej reprezentacji podczas ceremonii otwarcia) zdobył dwa medale kolarstwie szosowym w kategorii H4 (handbike): złoty w jeździe na czas, oraz srebrny w wyścigu ze startu wspólnego.

## Przynależność klubowa

### Żużel
- Stal Rzeszów (1991–1996)
- SC Holiday Łódź (1997)
- Start Gniezno (1998)
- Stal Rzeszów (1999–2000)
- ŻKS Krosno (2001)
- Stal Rzeszów (2002–2004)
- KSŻ Krosno (2005–2006)

## Sukcesy

### Żużel
- Młodzieżowe Mistrzostwa Polski Par Klubowych:
  - 1993 – 2. miejsce
- Młodzieżowe Drużynowe Mistrzostwa Polski:
  - 1994 – 1. miejsce
  - 1995 – 1. miejsce
- Indywidualne Mistrzostwa Węgier:
  - 2005 – 2. miejsce

### Handbike
- 1. miejsce w klasyfikacji generalnej Pucharu Świata w 2012 (handbike)
- 1. miejsce w klasyfikacji generalnej Pucharu Świata w 2013 (handbike)
- 1. miejsce w klasyfikacji generalnej Pucharu Świata w 2015 (handbike)
- 1. miejsce w klasyfikacji generalnej Pucharu Świata w 2016 (handbike)
- 1. miejsce Puchar Europy EHC 2012, 2014, 2015, 2016 (handbike)
- Złoto LIP Londyn 2012 – kolarstwo szosowe; jazda na czas (H3 – handbike).
- Złoto LIP Londyn 2012 – kolarstwo szosowe; wyścig ze startu wspólnego (H3 – handbike).
- Złoto LIP Rio 2016 – kolarstwo szosowe; jazda na czas (H4 – handbike).
- Srebro LIP Rio 2016 – kolarstwo szosowe; wyścig ze startu wspólnego (H4 – handbike).
- Brąz LIP Paryż 2024 – kolarstwo szosowe; wyścig ze startu wspólnego (H4 – handbike).
- Złoto MŚ Baie-Comeau 2013 – kolarstwo szosowe; jazda na czas (H3 – handbike)[2].
- Złoto MŚ Baie-Comeau 2013 – kolarstwo szosowe; wyścig ze startu wspólnego (H3 – handbike)[3].
- Mistrzostwa Świata Greenville 2014 – kolarstwo szosowe; jazda na czas (H4 – handbike)
- Mistrzostwa Świata Nottwil 2015 – kolarstwo szosowe; jazda na czas (H4 – handbike)
- Mistrzostwa Świata Nottwil 2015 – kolarstwo szosowe; wyścig ze startu wspólnego (H4 – handbike)

## Odznaczenia
- Krzyż Oficerski Orderu Odrodzenia Polski (2016)[4][5]
- Krzyż Kawalerski Orderu Odrodzenia Polski (2013)[6][7]
- Tytuł honorowego obywatelstwa Rzeszowa (2016)[8]
- Odznaka honorowa „Zasłużony dla Województwa Podkarpackiego”[9]